# La sposa ribelle
La sposa ribelle (The Bride Goes Wild) è un film del 1948 diretto da Norman Taurog.